# Джейнау
Джейнау (узб. Jeynov / Жейнов) —  посёлок городского типа в Узбекистане, входящий в состав Миришкорского района (раньше - Ульяновской, ныне Усман Юсупов) (Кашкадарьинской области).
Население : 50 тыс. человек. Национальности — 80 % арабы, живущие здесь с IX века, узбеки — 15 % и таджики — 5 %.
Жители Джейнау культурно схожи с сирийскими и османскими арабами. Ученые и этнографы много раз посещали эти места, собирали информацию о традициях, быте и укладе жизни узбекских арабов.
В период советского правления Муродулла Саидов издал книгу под названием "Истории о Джейнавских арабах" (Жейнов араблари тарихи / Jeynov arablari tarixi).
Статус посёлка городского типа с 2009 года.